# Erik Scavenius
Erik Julius Christian Scavenius (13 de julho de 1877 - 29 de novembro, 1962) foi o ministro das Relações Exteriores dinamarquês de 1909-1910, 1913-1920 e 1940-1943, e primeiro-ministro de 1942 a 1943, durante a ocupação de Dinamarca até o governo eleito dinamarquês deixar de funcionar.

## Biografia
Ele foi ministro das Relações Exteriores durante alguns dos períodos mais importantes da história moderna da Dinamarca, incluindo a Primeira Guerra Mundial, os plebiscitos sobre o retorno do norte de Schleswig à Dinamarca e a ocupação alemã. Scavenius era um membro da Landsting (a câmara alta do parlamento dinamarquês antes de 1953) de 1918 a 1920 e de 1925 a 1927 representando o Partido Social Liberal. Ele foi presidente da organização do partido de 1922 a 1924.
Scavenius pertencia a uma tradição de governança de elite que desconfiava de políticos eleitos democraticamente numa época em que eles estavam ganhando poder e influência. Ele acreditava que muitos deles foram influenciados por tensões ignorantes do populismo e mal equipados para enfrentar duros compromissos e realidades. Por exemplo, durante as negociações sobre o retorno do território à Dinamarca após a Primeira Guerra Mundial, ele defendeu uma abordagem mais cautelosa do que muitas outras figuras nacionalistas. Ele acreditava que as áreas em que a maioria era alemã deveriam permanecer na Alemanha.
Sua política de acomodação e compromisso com as autoridades de ocupação nazistas na Dinamarca durante a Segunda Guerra Mundial é uma das controvérsias duradouras da história dinamarquesa. Alguns veem isso como um compromisso necessário para proteger o estado e o povo dinamarqueses, mas outros o veem como uma acomodação desnecessária da Alemanha nazista totalitária.